# Rumboon

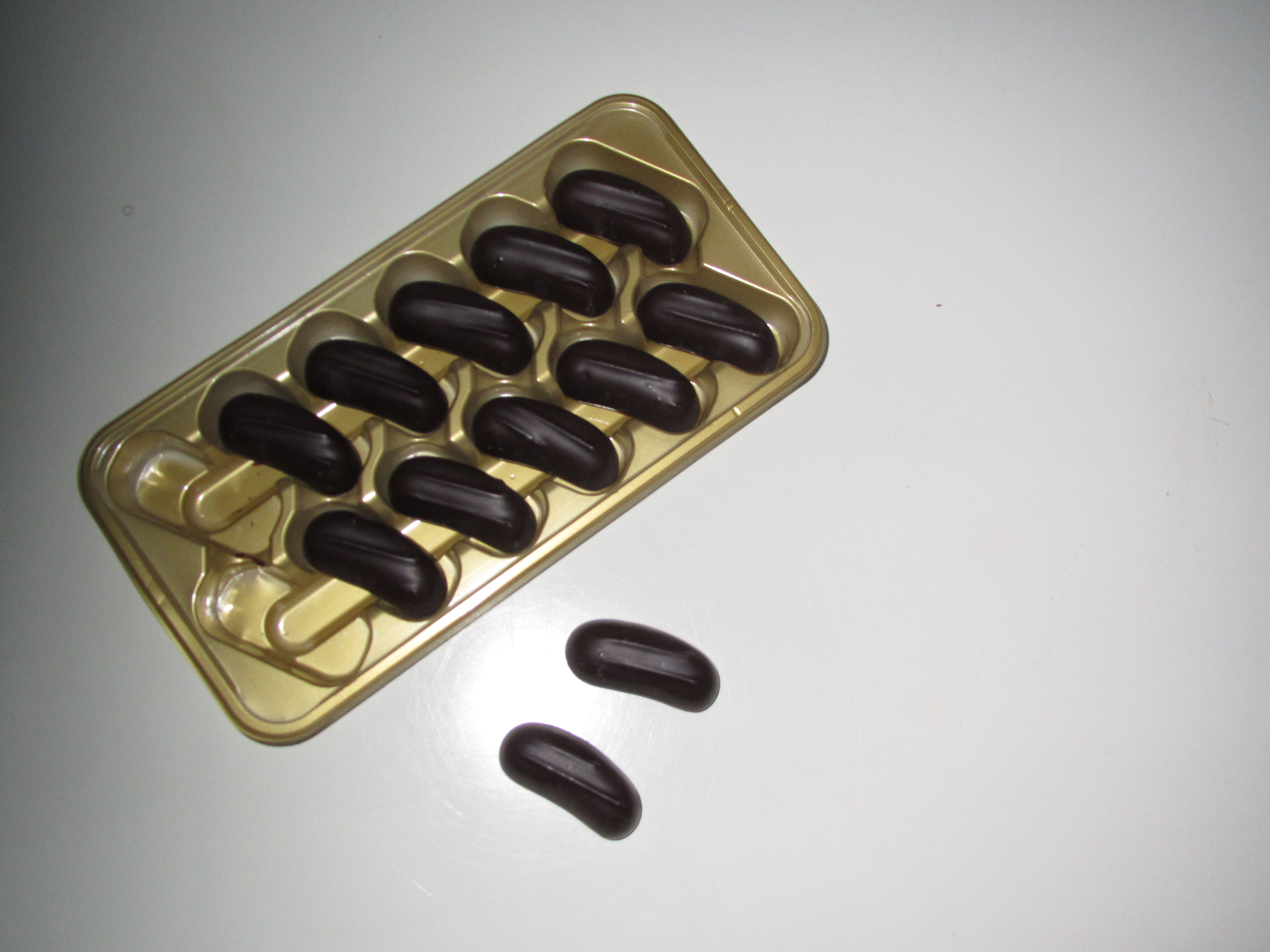
Rumbonen

Een rumboon is een bonbon in de vorm van een boon, gevuld met rum. De harde suiker bepaalt de in chocolade gedoopte vorm.
De ingrediënten zijn suiker, water, lactose, cacaomassa, cacaoboter, alcohol (een paar procent), Jamaica Rum (rond een procent), rum-aroma en emulgator (lecithine).